# Замок Гоен-Ашау
Замок Гоен-Ашау (нім. Schloss Hohenaschau) — замок, розташований на пагорбі в місті Ашау-ім-Кімґау, на баварському кордоні з Тіролем. Один з найбільших замків у Баварії.

## Історичний огляд

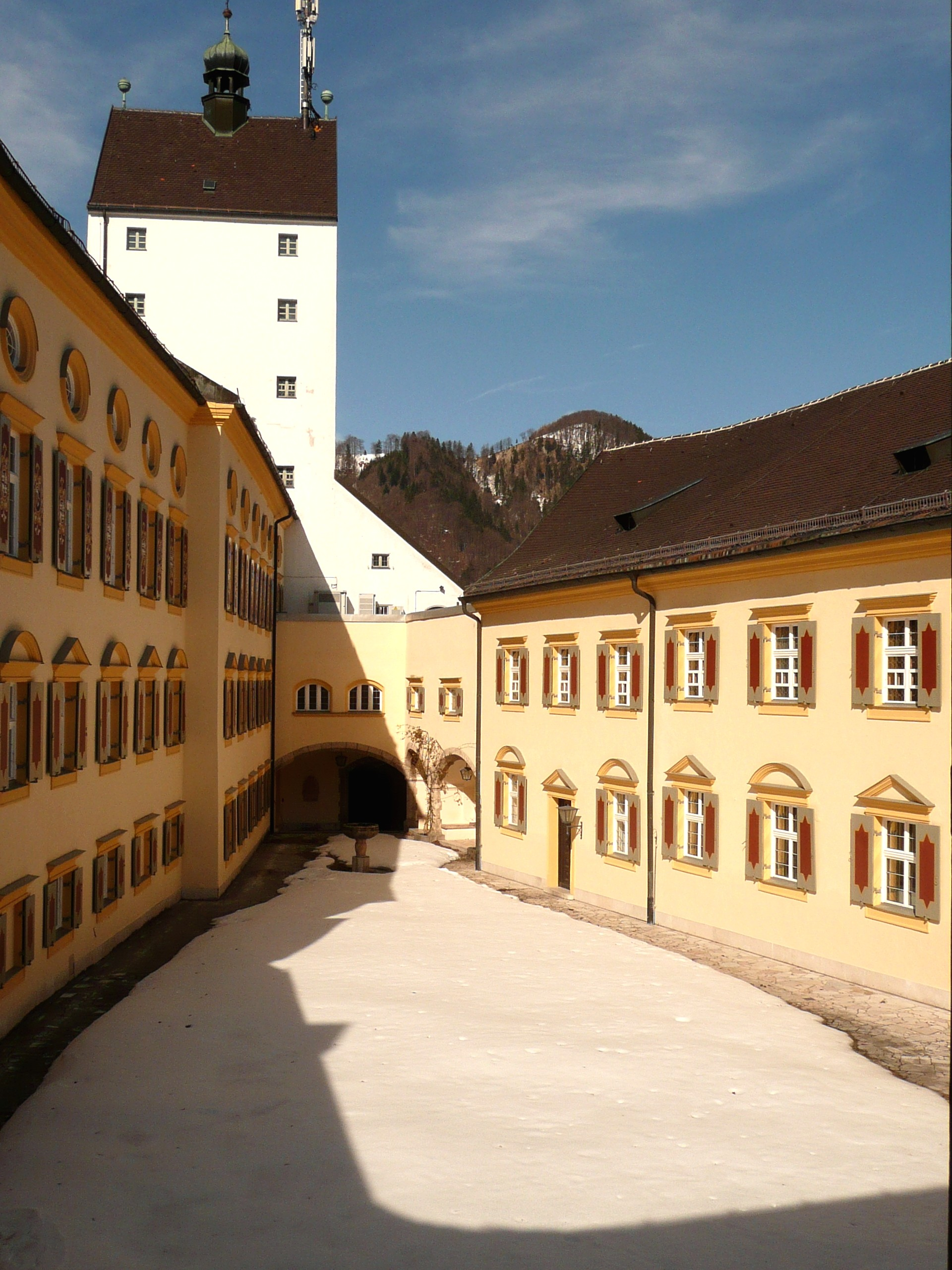
Внутрішнє подвір'я

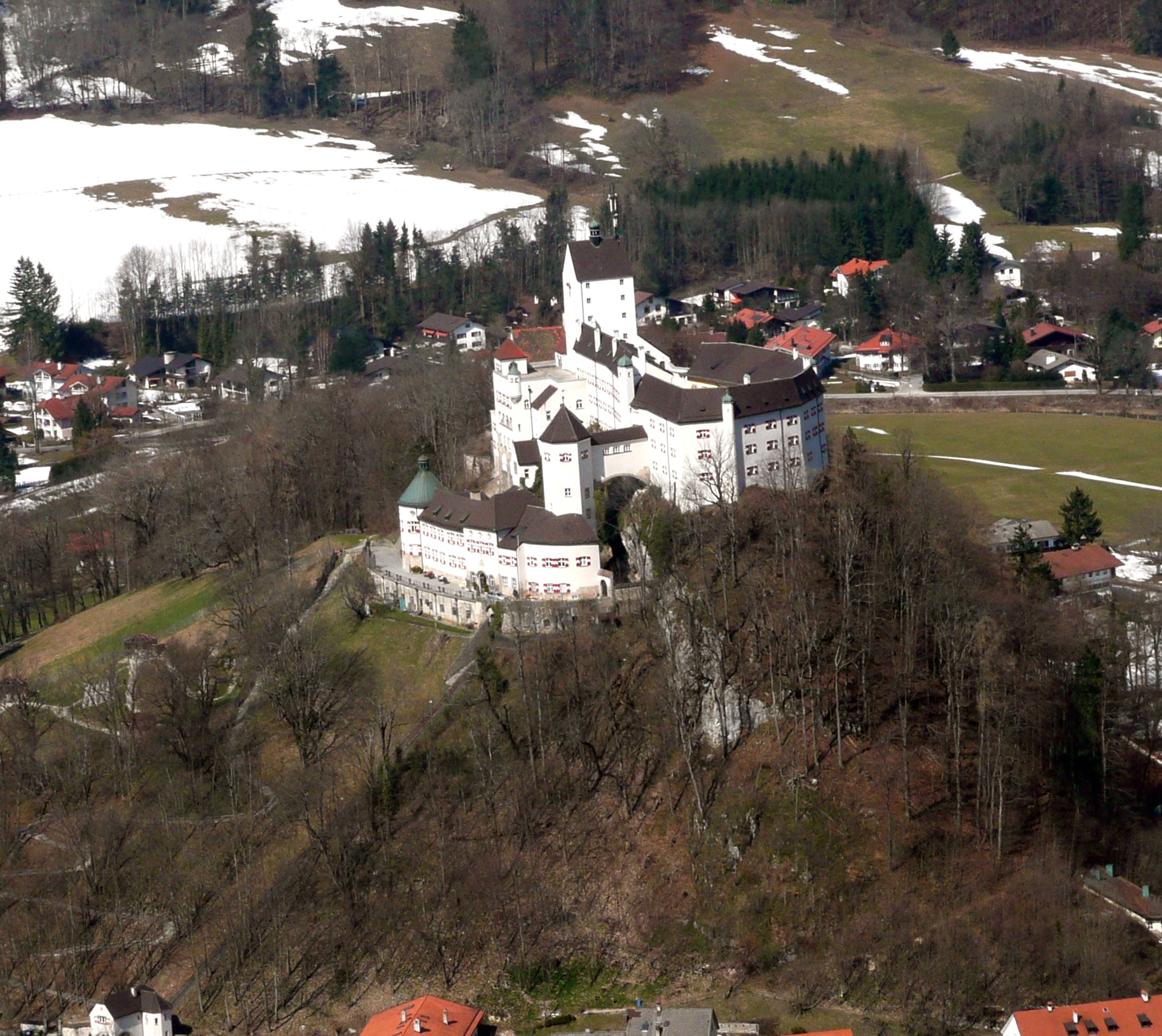
Замок Гоен-Ашау

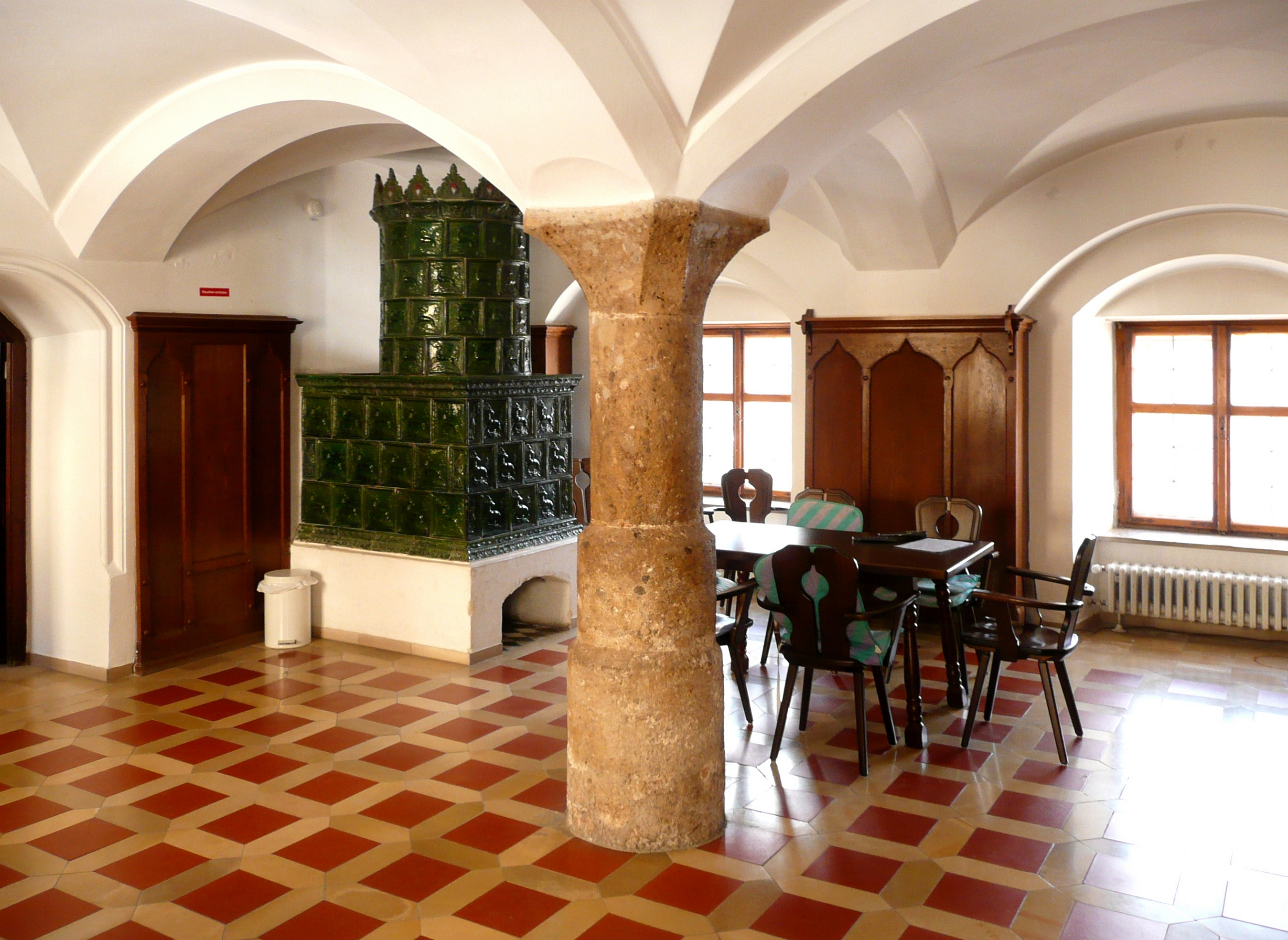
Одна з готичних кімнат

З 891 року територією навколо замку володіло архієпископство Зальцбурга. До 1158 року землі передано графам Фалькенштейн-Нойбурга.
Замок зведений близько 1165 року братами Конрадом та Арнольдом фон Гірнсбергами. Близько 1170 року про Замок Ашау (нім. Castro Aschawe) згадується у середньовічному Кодексі Фалькенштейненсіса.
У 1327 році у володіння вступив Ашауер, який через фінансові труднощі втратив його. У 1328–1374 замок належав Маунтнеру фон Бургхаузену, але вже 1374 року майно перейшло до барона Конрада фон Фрейберга.
Під владою багатих і могутніх баронів Фрейберг, що володіли замком до 1606 року, відзначається процвітання Гоен-Ашау. У 1540 році Панкрац фон Фрейберг, який розширив свої володіння, капітально перебудував замок в ренесансному стилі. Однак, оскільки він навернувся у протестантизм, баварський герцог Альбрехт V ув'язнив його. У 1565 році Панкрац помер, а у 1606 році помер його син Вільгельм без спадкоємця чоловічої статі.
Близько 1608 року новим власником замку став барон Йоганн Крістоф фон Прейсінг
внаслідок шлюбу з Беніґною фон Фрейберг. У 1672–1686 роках за графа Макса ІІ фон Прейсінга замок зазнав значних змін. У стилі бароко був оформлений зал в південному крилі замку. Зведена барочна каплиця. У цей період тут працювали художники Йозеф Едер та Якоб Карнутш.
Наприкінці XVIII столітті Гоен-Ашау занепав.
Зі скасуванням аристократичних привілеїв у Баварії у 1848 році замок остаточно втратив своє адміністративне значення. Після смерті останнього з роду Прейсінгів у 1853 році власники замку часто змінювались.
Нарешті, у 1875 році його придбав промисловець Теодор фон Крамер-Клетт. У 1905–1908 роках його син Теодор молодший провів масштабну реконструкцію і модернізацію замку. Під час Першої світової війни приміщення використовувались як лікарня. У 1942 року Бенедикт Людвіґ Крамер-Клетт змушений був продати Гоен-Ашау німецькому рейху. Відтак замок був перетворений на будинок флоту. У володінні сім'ї залишилась тільки каплиця.
З 1960 року основна частина замку, що здається в оренду, використовується як центр відпочинку і дозвілля. У 2006 році проведені значні ремонтні роботи. Доступ громадськості — обмежений.